# AvtoVAZ
AvtoVAZ是一家俄罗斯汽车制造公司，曾名为VAZ（Volzhsky Avtomobilny Zavod ，意为伏尔加河汽车工厂），常用交易名称是拉达。当前公司名为“AvtoVAZ”。公司的工厂是俄罗斯以及东欧地区最大的汽车制造厂，也是世界上最大的之一，拥有超过140（90英里）的生产线。

## 歷史
AvtoVAZ是於1966年由蘇聯當局與意大利車廠菲亞特合作而成立，旨在生產大眾化汽車，以針對蘇聯和其盟邦之需求。甫成立廠房即設於伏爾加河河畔。工廠於1970年正式投產，其第一款汽車品牌為「Zhiguli」。1973年《芝加哥論壇報》發表文章形容AvtoVAZ工廠為「超現代」（ultra-modern）。到1975年，車廠年產量達到750,000輛。1978年推出Lada系列，其中首250輛於1980年起開始銷售。於蘇聯時代後期，工廠管理出現危機，到1991年蘇聯解體時，蘇聯當局已落實把公司私有化。1993年公司改組成為股份公司，並於莫斯科證券交易所上市。2018年退市。
在1993，由Vyacheslav Zubarev在1992成立的TTS与AvtoVAZ签订了合同。 在1995，第一个成熟的LADA汽车中心在Naberezhnye Chelny市开业，并开始从汽车厂直接交付。 1995年，在喀山开设了办事处。 直到1997年，汽车都是从Naberezhnye Chelny开来的。 之后，他们通过铁路运输.